# Nephrotoma pratensis
Nephrotoma pratensis är en tvåvingeart som först beskrevs av Carl von Linné 1758.  Nephrotoma pratensis ingår i släktet Nephrotoma och familjen storharkrankar. Arten är reproducerande i Sverige.

## Underarter
Arten delas in i följande underarter:
- N. p. eepi
- N. p. pratensis

## Bildgalleri

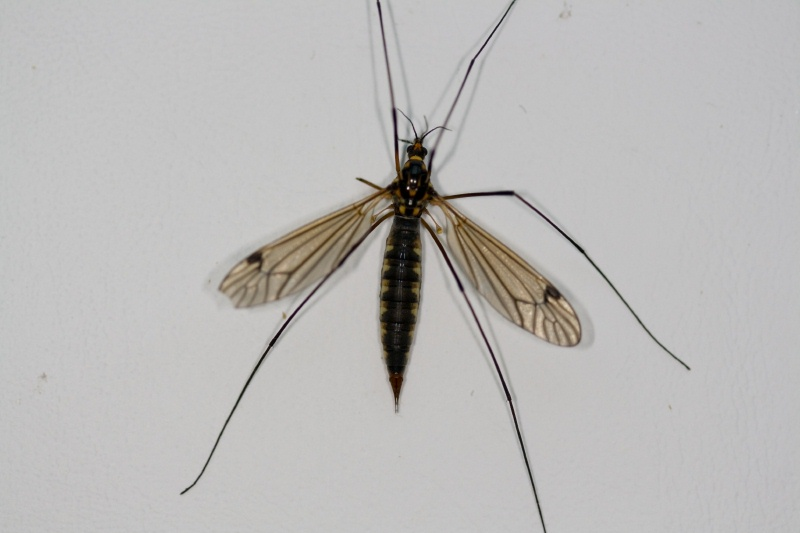